# Christian Lumu Lukusa
 (mai 2025).
Pour les articles homonymes, voir Lukusa.
Christian Lumu Lukusa (né le 31 mars 1991 à Kisangani) est un homme politique, entrepreneur et militant congolais. Il est membre de l’Union pour la démocratie et le progrès social (UDPS) et s’est fait connaître à l’échelle nationale à la suite de son arrestation en 2017 et de sa détention prolongée sans procès, dénoncée par plusieurs ONG internationales.

## Biographie

### Jeunesse et formation
Christian Lumu Lukusa grandit à Kinshasa après être né à Kisangani. Il effectue ses études secondaires à l’Institut Technique et Industriel MPIKO de Ndjili, où il obtient son diplôme d’État en 2009. Il poursuit ensuite des études en sciences économiques à l’université du CEPROMAD, et obtient également plusieurs certifications en réseaux informatiques (CCNA, CCNP, CompTIA Network+).

### Engagement politique
Membre actif de la jeunesse de l’UDPS, Christian Lumu Lukusa occupe notamment la fonction de vice-président chargé des relations diplomatiques au sein de la Ligue des Jeunes. Il fonde également MENCHA (Mental Engagé pour le Changement), une initiative pour structurer la jeunesse militante autour de valeurs de réforme et de citoyenneté.

## Détention en 2017–2019
Le 22 novembre 2017, Christian Lumu est arrêté par des agents présumés de l’Agence nationale de renseignements (ANR) alors qu’il se rendait à l’université. Il est détenu pendant plus d’un an sans procès ni jugement. Amnesty International qualifie cette détention d’arbitraire, dénonçant le non-respect des garanties judiciaires fondamentales.
Il est transféré à la prison militaire de Ndolo en novembre 2018, et libéré le 18 janvier 2019.
Cette affaire a suscité une vague de réactions dans la presse congolaise et internationale.

## Activités médiatiques
Après sa libération, Christian Lumu fonde la chaîne de télévision Kyria Media Channel (KMC-TV), qu’il dirige. La chaîne est diffusée sur la TNT à Kinshasa (canal 37) et via la plateforme OTT BLEU.
Le 10 janvier 2025,  Jean-Claude Tshilumbay visite les locaux de KMC pour saluer l’initiative citoyenne de la chaîne et son engagement en faveur de la liberté d’expression.

## Dans la culture
Il apparaît dans le documentaire Kinshasa Makambo (2018) du réalisateur congolais Dieudo Hamadi, consacré à la jeunesse militante et aux enjeux démocratiques en RDC.